# Der Parasit oder Die Kunst, sein Glück zu machen
Der Parasit oder Die Kunst, sein Glück zu machen (ursprünglich Médiocre et rampant, ou le Moyen de parvenir) ist ein französisches Lustspiel aus dem Jahr 1797 von Louis-Benoît Picard, nachgedichtet 1803 von Friedrich von Schiller. Im deutschen Sprachraum wird nur die Nachdichtung Schillers gedruckt und gespielt, oft ohne Nennung des Erstautors.
Es handelt sich um ein Intrigenstück nach dem Muster des Molière'schen Tartuffe von 1664.

## Originalversion

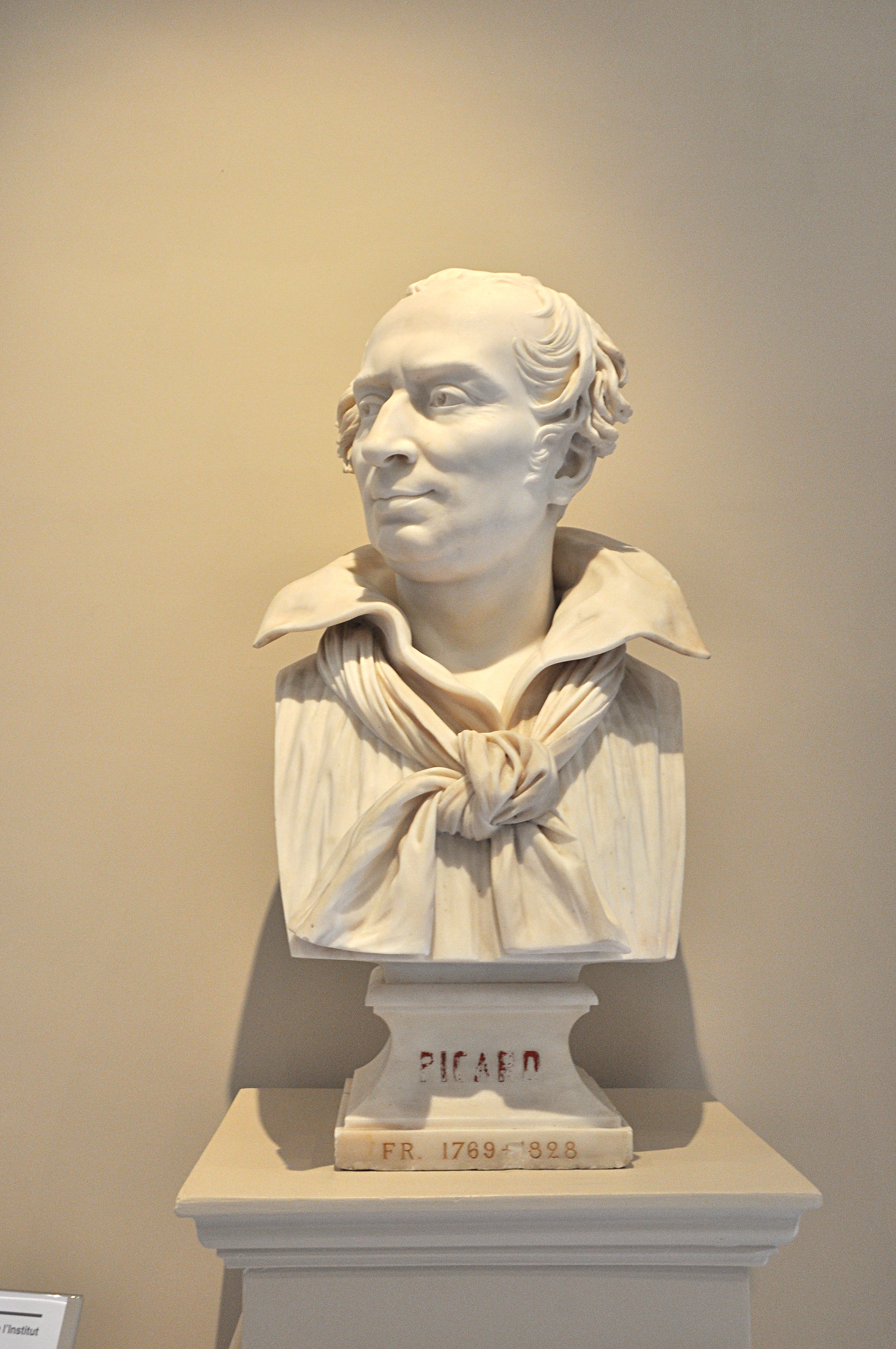
Louis-Benoît Picard

Louis-Benoît Picard (1769–1828) galt, so Joseph-Marie Quérard, als der eifrigste und vergnüglichste Komödienschreiber seiner Zeit, Quérard verwendet die Adjektive le plus fecond et le plus gai.
Das Stück, es steht in der Tradition der Typen- oder Charakterkomödien, ist eine klassische pièce bien faite, eine handwerklich exzellent gefertigte Komödie, wie sie im deutschen Sprachraum nicht vorkam. Sie hat fünf Akte, ist durchaus gesellschaftskritisch angelegt und wurde am 19. Juli 1797 im Théâtre Français in der rue Feydeau von Paris uraufgeführt. Es handelte sich um das erste Werk von Picard, welches von der Kritik zur Kenntnis genommen wurde, obwohl zuvor bereits eine Reihe seiner Werke aufgeführt worden war, seit 1789 zumindest neun. Es war auch eines der ersten post-revolutionären Werke, welches mit der Gier und der Skrupellosigkeit der Konjunkturritter im Lande abrechnete. Der Text versucht, wie gängig im Theater des 18. Jahrhunderts, bürgerliche Moral zu praktizieren. Es kommen auch Lehrsätze vor im Text, hier zitiert aus der Schiller'schen Nachdichtung: „Bin ich meinem Amte in der That nicht gewachsen, so ist der Chef zu tadeln, der es mir anvertraut und mit meinem schwachen Talent so oft seine Zufriedenheit bezeugt.“ Der Literaturhistoriker Jörg Schönert: „Es geht um das Experiment, wie weit man kommt mit dem Befolgen bürgerlicher Tugenden wie Rechtschaffenheit, Bescheidenheit, Zurückhaltung und Würde. Es geht nicht nur um Situationskomik.“
Strenggenommen stammt der Titel des Stückes von Pierre Augustin Caron de Beaumarchais, einem etwas berühmteren Kollegen Picards. „Médiocre et rampant, et l'on arrive à tout,“ ruft Figaro im Dialog mit dem Grafen Almaviva aus. Le Mariage de Figaro, 3. Akt, fünfte Szene, geschrieben 1778, uraufgeführt 1784. Verkürzt auf Médiocre et rampant on arrive à tout wurde es zu einem der berühmtesten Zitate Beaumarchais':

„Mit Mittelmaß und Untertänigkeit erreicht man alles.“

Antonin Artaud (1896–1948), der ein Theater des Mangels und der Krise, ein Theater der Grausamkeit propagierte, setzte sich mit dem Theatertext Picards auseinander. Das oszillierende Bild der Wahrheit überraschte ihn, erinnerte ihn an „das Schauspiel der Bräuche eines unbekannten Volkes“. Während das Original Picards in Frankreich weitgehend dem Vergessen anheimgefallen ist, erfreut sich die Nachdichtung Schillers im deutschen Sprachraum reger Rezeption.

## Nachdichtung

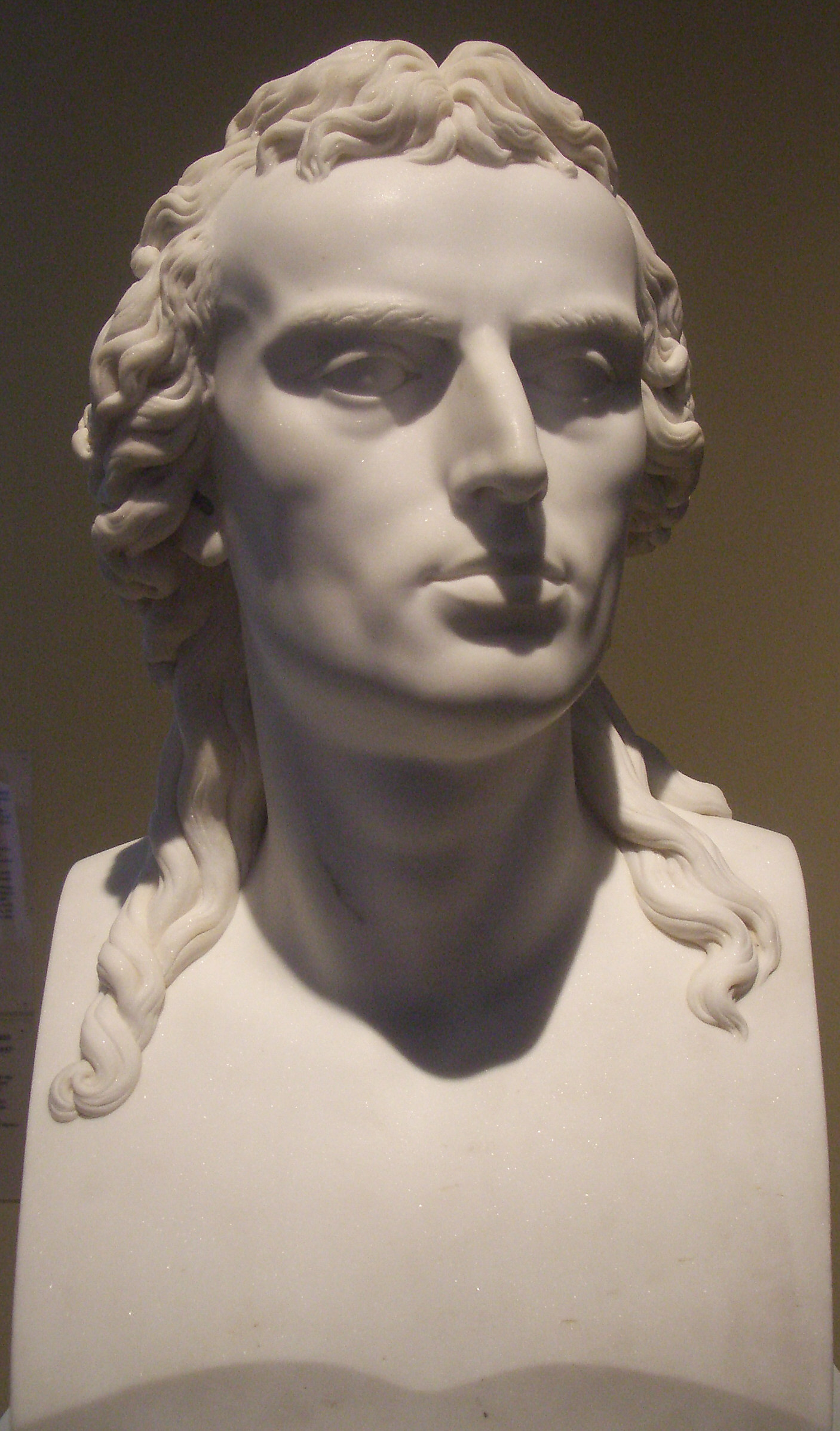
Friedrich von Schiller

Schiller, der die Komödie als Genre hoch schätzte, selbst jedoch kein einziges Lustspiel schrieb, weilte zur Entstehungszeit am Hofe von Carl August von Sachsen-Weimar-Eisenach. Dieser wünschte sich im Frühjahr 1803 für sein Theater explizit französische Komödien. Schiller kam dem Wunsch des Herzogs nach und übersetzte zwei piècen von Picard binnen weniger Wochen, Encore des Ménechmes (1791, von Schiller als Der Neffe als Onkel präsentiert) und Médiocre et rampant (1797).

„Welche Gesellschaft kennt sie nicht, die Emporkömmlinge, die immer auf ihren Vorteil bedachten. Die Parasiten. Sie ziehen im Hintergrund die Fäden, nutzen alles und jeden aus, um sich selbst ins rechte Licht zu rücken. Sie lügen und betrügen. [Die] Komödie [hat] nichts an Brisanz und Aktualität verloren [...]. Denn Postenschacher und Korruption stehen nach wie vor an der Tagesordnung.“

„Dem Parasiten ist es auch gleichgültig, seine Gesinnung im Laufe der Jahre einfach zu wechseln wie ein schmutziges Hemd. Er ist die Person, die immer obenauf ist, egoistisch, ein Heuchler schlechthin. Er schmückt sich mit fremden Federn und stürzt andere ins Unglück, um selbst immer höher zu steigen. [...] So ist im Stück von Picard/Schiller nahezu alles enthalten, was die Psychologie des Blenders resp. Parasiten ausmacht, gleich, ob man ihm im Detail als Höfling, Günstling, Bückling oder Speichellecker benennt.“

Schiller hat an der Komödie nichts Wesentliches verändert. Personal und Handlung wurden eins zu eins aus dem Original übernommen. Einige Textpassagen wurden hinzugefügt, die etwas sperrigen Alexandriner des Picard löste er auf zugunsten einer Konversationsprosa, die weit entfernt war von seiner eigenen stilisierten Monolog- und Dialogsprache. Das „Abschreiben“ war am 5. Mai 1803 beendet. Wenige Tage später, am 18. Mai 1803, gelangte zuerst der Neffe als Onkel zur Aufführung am Weimarer Hofe. Der Parasit hingegen wurde erst am 12. Oktober 1803 in Szene gesetzt, der Name Picards wurde nicht genannt. Die Aufführung wurde am 26. Oktober 1803 wiederholt. Iffland zeigte Interesse, die beiden Nachdichtungen in Berlin zu spielen, setzte den Parasiten an, jedoch unter Weglassung des Schillerschen Haupttitels, nur als Die Kunst, sein Glück zu machen und besetzte sich selbst als Selicour.

## Personen
- Narbonne, Minister
- Madame Belmont, seine Mutter
- Charlotte, seine Tochter

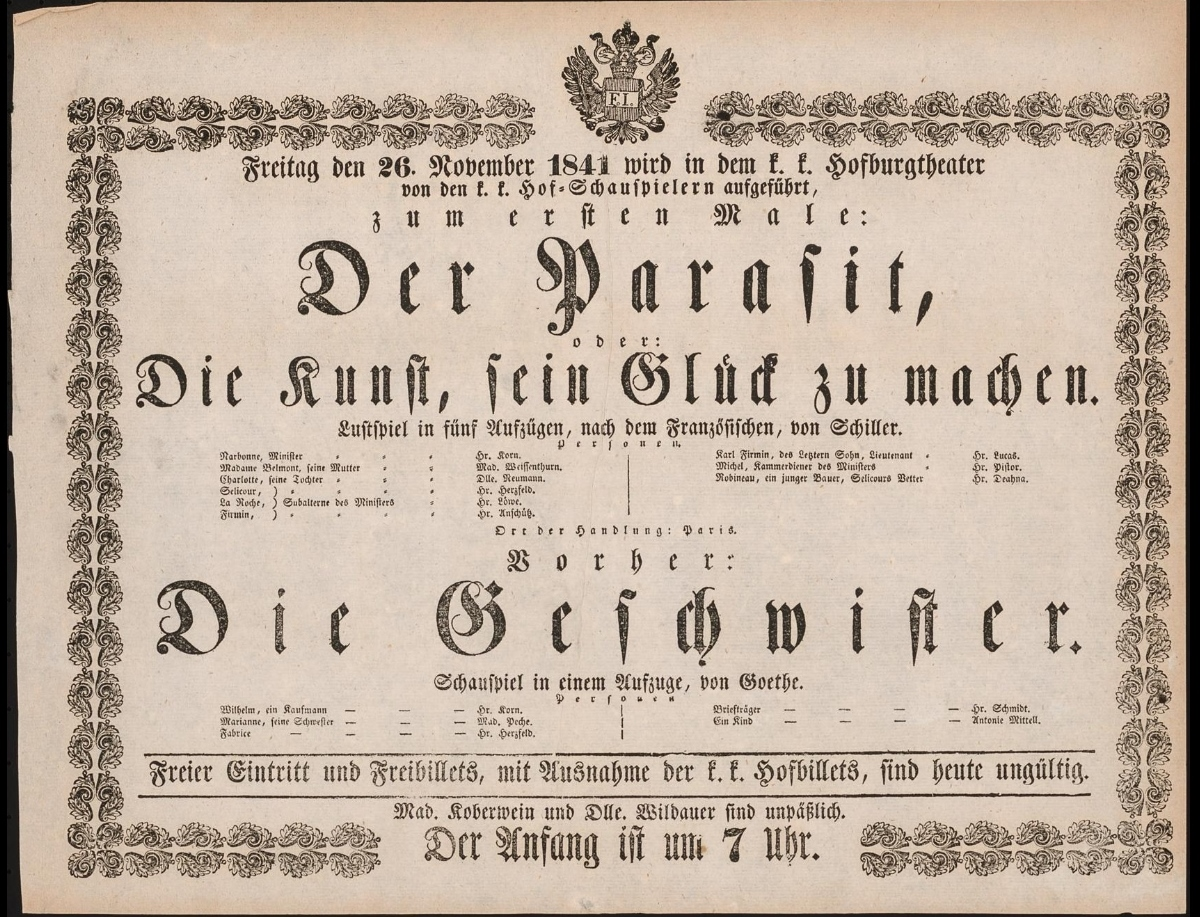
Ankündigung des Burgtheaters 1841

- Selicour, Subalterner des Ministers
- La Roche, Subalterner des Ministers
- Firmin, Subalterner des Ministers
- Karl Firmin, des Letztern Sohn, Lieutenant
- Michel, Kammerdiener des Ministers
- Robineau, ein junger Bauer, Selicours Vetter

## Handlung
Die Scene ist zu Paris in einem Vorgemach des Ministers
Zeit nach der Revolution, soeben wurde ein Minister gestürzt. Ein Heuchler (Selicour) hatte dessen Misswirtschaft sorgsam unterstützt, konnte jedoch als Beamter mit Geschick überleben. Er sieht seine Stunde gekommen, schleicht sich in die Gunst des redlichen Nachfolgers (Narbonne) ein und verspricht, den Missbräuchen, die unter seiner eigenen Beteiligung eingerissen waren, einen Riegel vorzuschieben. Mit Intrige und List macht er sich rasch dem neuen Minister verdient – um einen begehrten Gesandtschaftsposten und die Hand der schönen Tochter des Ministers (Charlotte) zu erringen. Skrupellos und vortrefflich versteht er es, Talent und Arbeit seiner Untergebenen für den eigenen Erfolg zu nutzen und sich als optimalen Schwiegersohn zu positionieren. Er steht knapp vor dem Ziel, doch die Mittel, die er verwendet, kehren sich letztlich gegen ihn selbst. Der Parasit verfängt sich im Netz seiner eigenen Tücke, das Edle und die Gerechtigkeit setzen sich durch. Schiller formuliert die Moral von der Geschichte wie folgt:

„Das Gespinst der Lüge umstrickt den Besten, der Redliche kann nicht durchdringen, die kriechende Mittelmäßigkeit kommt weiter als das geflügelte Talent: Der Schein regiert die Welt - und die Gerechtigkeit ist nur auf der Bühne.“

## Analyse, Rezeption
Während der Untertitel von Schiller recht genau übersetzt wurde – die wörtliche Übertragung wäre Die Mittel oder Der Weg, es zu etwas zu bringen – wurde der Haupttitel neu gedichtet. Médiocre steht für Der Mittelmäßige und Rampant für Der Kriecher, der Schleimer. In der Schiller'schen Kurzform des Titels geht der Aspekt der Mittelmäßigkeit verloren und wird das Ausnutzende der Titelfigur in den Vordergrund gestellt. Abwertend, entlarvend und denunzierend sind beide Versionen, Picards ebenso wie Schillers.
Keines der Dramen Schillers erreicht ähnlich hohe Aufführungszahlen wie Lessings Nathan der Weise, Goethes Faust oder Der zerbrochne Krug von Kleist, was überwiegend darauf zurückzuführen ist, dass die meisten Werke Schillers aufwendige Besetzungen und Bühnenbilder verlangen, oft auch eher spröde sind. Seit 1945 ging die Zahl der Schiller-Inszenierungen an deutschsprachigen Bühnen kontinuierlich zurück. Deutlich häufiger aufgeführt werden die Vertonungen seiner zentralen Werke von Donizetti (Maria Stuarda), Rossini (Guillaume Tell) und Verdi (I masnadieri, Luisa Miller, Don Carlos et al.). In diesem Panorama hielt sich der Parasit wacker und taucht regelmäßig an zentralen, aber auch an eher regionalen Bühnen auf, einerseits, weil es sich um das einzige Lustspiel aus der Feder des Weimarer Klassikers ist, welches sich durchsetzen konnte, andererseits weil es – mit überschaubarer Besetzung und ohne allzuhohe Anforderung an die Ausstatter – auch für kleiner Theater realisierbar ist. Durchsetzen konnte sich das Werk, obwohl das Neue Rheinische Conversations-Lexikon von 1835 ein harsches Urteil fällte: „Die beiden Lustspiele, Der Neffe als Onkel, und Der Parasit, nach dem Französischen, sind unbedeutend.“
Der Kritiker Ulrich Weinzierl verwies auf eine historische „Pointe“. Da während des Dritten Reiches und insbesondere während der Kriegsjahre Unterhaltung gefragt war, jedoch aus Frankreich stammende Dramen nicht angesetzt werden sollten, kam auch am Staatstheater der Reichshauptstadt der Parasit zum Zug. Mit diesem Stück schloss das Staatstheater vor der Theatersperre 1944, und mit diesem Stück, so Weinzierl, „nahm das Berliner Deutsche Theater im Jahr 1945 den Betrieb wieder auf.“
Nach 1945 engagierten sich zwei profilierte Theatermacher besonders für dieses Lustspiel: Boleslaw Barlog und Matthias Hartmann. Ersterer setzte das Stück zweimal auf die Berliner Spielpläne, 1953 als Generalintendant der Staatlichen Schauspielbühnen, 1967 als Intendant des Schlosspark Theaters und als Regisseur. Hartmann inszenierte das Stück gleich dreimal – in Bochum, Zürich und Wien. Seine dritte Inszenierung des Parasiten, die Sylvesterpremiere des Jahres 2010 am Burgtheater, war edel besetzt – mit Udo Samel als Narbonne, mit Kirsten Dene und Yohanna Schwertfeger als dessen Mutter und dessen Tochter, mit Michael Maertens (Selicour), Oliver Stokowski (La Roche) und Johann Adam Oest (Firmin) als Trio der Subalternen sowie mit Gerrit Jansen, André Meyer und Dirk Nocker. Die Inszenierung evozierte Lachstürme, begeisterte Publikum und Presse. Beruhend auf Schillers Diktum, dass „die Gerechtigkeit nur auf der Bühne“ herrsche, stellte der Direktor und Regisseur am Schluss zwei realistische Varianten für den Schluss der Komödie zur Diskussion: „In der einen wandelt sich der Gerechtigkeitsfanatiker zum Profiteur und in der letzten triumphiert der schleimige Opportunist Selicour auf allen Linien.“

## Zitat
„Der Schein regiert die Welt, und die Gerechtigkeit ist nur auf der Bühne.“

## Wichtige Inszenierungen
- 1841 k.u.k. Hofburgtheater, Wien – gemeinsam mit Goethes Die Geschwister
- 1942 Schauspielhaus am Gendarmenmarkt, Berlin – Regie: Karl-Heinz Stroux, Ausstattung: Willi Schmidt
- 1946 Deutsches Nationaltheater, Weimar – Regie und Bühnenbild: Rochus Gliese[12]
- 1953 Schillertheater (Berlin) – Regie und Bühne: Willi Schmidt
- 1955 Schauspiel Leipzig – Regie: Arthur Jopp, auch im Fernsehen der DDR übertragen
- 1966 Cuvilliés-Theater, München – Regie: Detlef Sierck
- 1967 Schlosspark Theater, Berlin-Steglitz – Regie: Boleslaw Barlog
- 1986 Württembergischen Staatstheater Stuttgart – Regie: Hansgünther Heyme, von hr-fernsehen in Hanau aufgezeichnet und ausgestrahlt[13]
- 2001 Schauspielhaus Bochum – Regie: Matthias Hartmann
- 2005 Landestheater Linz – Regie: Gerhard Willert
- 2005 Ernst-Deutsch-Theater, Hamburg – Regie: Wolf-Dietrich Sprenger
- 2005 Schauspielhaus Zürich – Regie: Matthias Hartmann[14]
- 2010 Burgtheater, Wien – Regie: Matthias Hartmann[15]
- 2013 Düsseldorfer Schauspielhaus – Regie: Nurkan Erpulat[16]
- 2013 Staatsschauspiel Dresden – Regie: Stefan Bachmann
- 2017 Vorarlberger Landestheater – Regie: Tobias Materna[17]
- 2019 Landestheater Niederösterreich und Stadttheater Klagenfurt – Regie: Fabian Alder[18]

## Hörspiele, Fernsehproduktionen
Hörspielfassungen
- 1947 Hörspielfassung des Radio Wien, Bearbeitung und Regie: Hans Nüchtern[19]
- 1950 Hörspielfassung des Nordwestdeutschen Rundfunks, Bearbeitung Robert Adolf Stemmle, Regie: Boleslaw Barlog, Komposition: Herbert Baumann, mit Paul Wagner (Narbonne), Elsa Wagner (Madame Belmont), Gudrun Genest (Charlotte), Werner Hinz (Selicour), Ernst Sattler (La Roche), Paul Bildt (Firmin), Horst Caspar (Karl Firmin) und Walter Tarrach (Michel, Kammerdiener des Ministers)[20]
- 1955 Hörspielfassung des SWR2, Bearbeitung und Regie: Ludwig Cremer, Musik: Peter Zwetkoff, mit Mathias Wieman, Hans Ernst Jäger, Max Mairich, Wilhelm Kürten und Jürgen Goslar[21]
- 1964 Hörspielfassung des Süddeutschen Rundfunks, Bearbeitung und Regie: Paul Hoffmann, Komposition: Herbert Baumann, mit Ludwig Anschütz (Narbonne), Käthe Lindenberg (Madame Belmont), Immy Schell (Charlotte), Max Mairich (Selicour), Ernst August Schepmann (La Roche), Ulrich Matschoss (Firmin), Johannes Grossmann (Karl Firmin), Walter Thurau (Michel, Kammerdiener des Ministers) und Karl Renar (Robineau)[22]
- 1982 Hörspielfassung des ORF Oberösterreich, Regie: Ferry Bauer, mit Hans Caninenberg, Lisl Schmidt, Louise Martini, Elisabeth Arno, Klaus Behrendt, Heinz Ehrenfreund, Heinz Filges und Alexander Wächter[23]

Fernsehproduktionen
- 1955 Erste Übertragung aus dem Fernsehzentrum Berlin, für das Fernsehen eingerichtet von Hermann Rodigast, Regie: Paul Lewitt, Szenenbild: Eberhard Schrake, Fernsehkamera: Johanna Janowitz/Rolf Bartmann, mit Hermann Kiessner (Narbonne), Lotte Loebinger (Madame Belmont), Elfie Garden (Charlotte), Wilhelm Gröhl (Selicour), Martin Flörchinger (La Roche), Hans Wehrl (Firmin), Egon Wander (Karl Firmin), Herbert Köfer (Michel, Kammerdiener des Ministers) und Wolfgang Lippert (Robineau). Zur Wiederholungssendung am 1. März 1955 wurde als Darstellerin der Charlotte Annegret Golding genannt.[24]
- 1957 ARD/HR, Bearbeitung: Artur Müller, Regie: Konrad Wagner, Szenenbild: Rudolf Küfner, mit Reinhold Nietschmann (Narbonne), Käthe Gold (Madame Belmont), Gisela Ziegler (Charlotte), Wolfgang Kieling (Selicour), Hans Hessling (La Roche), Fritz Hintz-Fabricius (Firmin), Horst Rüschmeier (Karl Firmin), Erich Buschardt (Michel, Kammerdiener des Ministers) und Gert Niemitz (Robineau)[25]
- 1963 ZDF, Diestel-Film, Regie: Hans Christof Stenzel, mit Hans Nielsen (Narbonne), Elsa Wagner (Madame Belmont), Marion Michael (Charlotte), Paul Edwin Roth (Selicour), Peter Schiff (La Roche), Eduard Wandrey (Firmin) und Andreas Mannkopff (Karl Firmin)[26]
- Zwischen 1963 und 1965 (Erstausstrahlung) Koproduktion von ARD/BR, ORF und SRG SSR, Regie: Wilm ten Haaf, Szenenbild: Otto Stich, Kostüme: Charlotte Flemming, Musik: Hermann Thieme,  mit Paul Klinger (Narbonne), Ruth Baldor (Madame Belmont), Margot Philipp (Charlotte), Alexander Hegarth (Selicour), Herbert Stass (La Roche), Franz Schafheitlin (Firmin), Gerhart Lippert (Karl Firmin) und Erik Jelde (Michel, Kammerdiener des Ministers)[27]

## Drucke
- Louis-Benoit Picard, Œuvres de L. B. Picard, t. 1, Paris, Jean Nicolas Barba, 1821, 510 p., 10 vol.